# Cheval dans la fiction
Cet article traite de la place du cheval dans les œuvres de fiction. Pour l'étude symbolique du cheval, voir Symbolique du cheval
Un cheval de fiction est un cheval issu d'une œuvre de fiction appartenant à la littérature, au cinéma, aux séries télévisées, à la bande dessinée ou encore aux jeux vidéo. Le cheval est un thème récurrent dans ces œuvres depuis les débuts de la littérature de fiction, et cet animal est le héros du tout premier roman animalier.

## Le cheval dans la littérature
La jument Rossinante accompagne Don Quichotte, personnage principal de ce qui est reconnu comme le tout premier roman moderne. Dans Les Voyages de Gulliver, les Houyhnhnm sont une race de chevaux civilisés, prétexte à une satire de la société à l'époque de l'auteur, Jonathan Swift.

### Roman animalier
Le roman animalier est un sous-genre particulier de roman dont le héros ou le narrateur est un animal. C'est Anna Sewell qui, avec son œuvre unique Black Beauty, donna naissance au genre en 1877 en racontant les aventures d'un cheval à la première personne, bien que Léon Tolstoï la suive de peu, avec sa nouvelle le Cheval, publiée en 1886 (bien que débutée en 1863).

### Fantasy
Les chevaux de la Terre du Milieu créée par J. R. R. Tolkien sont tous nommés et certains ont une histoire personnelle. Les Sombrals tirent les charriots qui mènent à l'école de Poudlard dans Harry Potter. Bane, Firenze et Magorian sont trois centaures également issus de cette saga. Les deux centaures Norik et Nessus sont issus du roman La Manade du centaure de Louise Perrot. Les Hrulgae sont des quasi-chevaux agressifs et carnivores issus des romans de La Belgariade par David Eddings.

### La bande dessinée
Certains chevaux issus de bandes dessinée ont acquis une grande renommée par l'intermédiaire de leurs cavaliers, c'est le cas de Jolly Jumper, monture caractérielle et bavarde de Lucky Luke, et d'Arabesque dans Les Tuniques bleues. Les Centaures Aurore et Ulysse sont moins connus puisqu'éclipsés par une autre série de l'auteur Pierre Seron.

Osamu Tezuka a donné une place importante au cheval dans certaines de ses œuvres, notamment à travers Unico, une petite licorne possédant de nombreux pouvoirs magiques, et la série Magie bleue.

## Animation
Le cheval était particulièrement difficile à animer avant l'invention des techniques numériques, en raison de la complexité des mouvements de ses jambes et en particulier de son galop, qui fut rarement reproduit de manière réaliste. Il fut néanmoins au centre d'un certain nombre de séries et de films d'animation.

## Séries télévisées
Quelques chevaux de fiction ont donné leur nom à des séries télévisées, c'est le cas de Monsieur Ed, le cheval qui parle, qui est également l'une des rares séries à donner la parole à cet animal sans être du domaine de l'animation. Dans les années 1960, Poly, une série consacrée aux aventures d'un poney Shetland et d'un jeune garçon, a marqué toute une génération de téléspectateurs.

## Jeu vidéo
Dans certains jeux vidéo, le cheval a acquis une certaine renommée grâce à des titres particulièrement marquants ou des univers récurrents. C'est le cas, par exemple, de la jument de Link, Épona, qui, dans la plupart des épisodes de la saga The Legend of Zelda, porte le même nom et possède la même apparence. Il existe également un nombre important de jeux vidéo d'équitation qui connaissent un succès certain auprès des jeunes filles et notamment au Japon. Certains de ces jeux sont des jeux d'élevage virtuels qui offrent la possibilité au joueur de s'occuper d'un animal virtuel et de le nommer. Ponyta et Galopa sont deux Pokémon ressemblant à des chevaux aux crins de flammes, et Galopa possède en plus une corne de licorne.

## Jeu de rôle
De nombreux jeux de rôle incluent des chevaux, fantastiques ou non, dans leurs univers. Le cheval de cauchemar, ou Nightmare, qui ressemble généralement à un cheval noir avec des crins de flammes, est une création de Donjons et Dragons, qui mentionne aussi les licornes et les pégases